# Wilfrid Johnson
Wilfrid Alexander Johnson (15. oktober 1885 - 21. juni 1960) var en britisk lacrosse-spiller som deltog OL 1908 i London.
Johnson vandt sølvmedalje i lacrosse under OL 1908 i London. Han var med på det britiske lacrossehold som kom på en andenplads i konkurrencen i lacrosse. Der var kun to hold med i konkurrencen.